# Dwight Coleby
Dwight Jacoby Coleby (Nueva Providencia, 16 de enero de 1994) es un jugador de baloncesto bahameño que pertenece a la plantilla de los Héroes de Falcón de la Superliga Profesional de Baloncesto venezolana. Con 2,06 metros de estatura, juega en la posición de pívot. Es internacional con la Selección de baloncesto de Bahamas. Es hermano del también baloncestista Kadeem Coleby.

## Trayectoria deportiva
Jugó durante dos temporadas con Ole Miss Rebels (2013-2015), una temporada en Kansas Jayhawks (2016-2017) y la última en Western Kentucky Hilltoppers (2017-2018). Tras no ser drafteado en 2018, disputó dos partidos de la liga de verano de la NBA con New Orleans Pelicans, antes de marcharse a Bélgica para debutar como profesional en las filas del Liege Basket en los que jugó durante 8 partidos durante en la temporada 2018-19.
En diciembre de 2018, se marcha a Japón para jugar hasta el final de temporada en el Akita Northern Happinets de la B.League en la que disputaría 13 partidos.
En agosto de 2019, firmaría con el BC Kalev/Cramo pero no llegaría a debutar con el conjunto estonio. 
El 2 de octubre de 2019, Coleby firma por el Sigortam.Net İTÜ turco, en el que promedió 14.1 puntos y 7.4 rebotes a lo largo de 15 partidos de la Turkish League.
El 21 de enero de 2020, se compromete por el Dinamo Basket Sassari de la Lega Basket Serie A hasta el final de la temporada 2019-20.
El 13 de agosto de 2021, firma por el Anwil Włocławek de la Polska Liga Koszykówki, pero fue cortado antes de debutar. El 15 de septiembre de 2021, firma por el Cholet Basket de la Pro A francesa, ocurriendo lo mismo que en el equipo polaco.

## Internacional
Es internacional con la Selección de baloncesto de Bahamas con la que disputó en 2017 la clasificación para el Campeonato FIBA Américas.